# Богородице-Рождественский монастырь (Ростов Великий)
Богоро́дице-Рожде́ственский монасты́рь — женский монастырь Ростово-Ярославской епархии Русской православной церкви, расположенный в Ростове Великом.

## История
Основан в XIV веке Архиепископом Ростовским Феодором, племянником Сергия Радонежского. 
До XVII века все строения монастыря были деревянными. В конце XVII века по указу ростовского митрополита Ионы Сысоевича была выстроена первая каменная церковь во имя Рождества Богородицы с трапезной. В 1715 году она была расписана. В 1817 году к церкви была пристроена новая колокольня. К середине XIX века холодная соборная церковь Рождества Богородицы располагалась на втором этаже, там же находился  придел посвященный Живоначальной Троице , а на первом этаже располагались тёплый придел в честь преподобного Алексия человека Божия.
На протяжении конца XVIII — начала XX веков сформировался ансамбль каменных строений монастыря, включивший корпус настоятельских келий (завершение строительства — 1784 год , надстройка — 1833 год), восточный корпус сестринских келий (1801, надстроен в 1834 году), западный корпус сестринских келий (около 1782 года, надстроен в 1879 году), корпус в северо-западном углу монастыря (1883), сторожку (1838), келейные корпуса к западу и востоку от Рождественской церкви (1863—1864), келейный корпус у южной стены монастырской ограды (1888—1902), каменные конюшни и скотный двор (вторая половина XIX века), монастырскую ограду с шестью башнями (1784, 1805—1830), две гостиницы за территорией.
В середине XIX века выстроена пятиглавая надвратная церковь Тихвинской иконы Божией Матери. 1 февраля 1840 г. игумения монастыря Павла Шатилова получила указ Святейшего Синода от 22 декабря 1839 г., сопровождавший два чертежа, выполненные архитектором К. А. Тоном в «русском стиле». Проект П. Я Панькова в стиле классицизма был отвергнут. 27 мая 1841 года Ярославская губернская строительная комиссия утвердила новый проект, основанный на чертежах Тона, но с доработкой Панькова, который осуществлял надзор за строительством. В 1847 г. храм был освящен архиепископом Ярославским и Ростовским Евгением. В 1851—1854 годах к Тихвинской церкви была пристроена двухэтажная трапезная палата по проекту губернского архитектора Н. С. Шашина с расположенными в ней приделами — южным, во имя святителя Николая и великомученицы Варвары, и северным, посвященным Толгской Божией Матери.
В середине XIX века в монастыре проживало около 150 человек, из них 72 монахини и послушницы.
Монастырь посещали императрица Мария Фёдоровна (1818), Иоанн Кронштадтский (1894), 21 мая 1907 года литургию в Тихвинской церкви служил архиепископ Ярославский и Ростовский (1907−1913) Тихон, будущий патриарх Московский и всея Руси.
В 1926 году монастырь был закрыт, ценности изъяты. В XX веке ансамбль монастыря был серьёзно повреждён, в том числе разрушена колокольня (1960-е годы), лишь частично сохранились стены и башни. Тихвинская церковь лишилась пятиглавия и всего внутреннего убранства. Рождественский собор сначала передали музею, а затем городскому архиву (до 1989 года), Тихвинскую церковь — библиотеке, в кельях разместили коммунальные квартиры.
В 1990-х годах (1997) монастырь был передан церкви. В 1990—2000-х годах из находящихся на территории монастыря зданий постепенно были выселены жильцы.
Монастырю была передана и расположенная рядом церковь во имя святителя Николая (Николы на Подозёрке).
21 сентября 2019 года для Тихвинского храма монастыря были освящены кресты, обряд был проведен митрополитом Ярославским и Ростовским Пантелеимоном (Долгановым).
21 сентября 2023 года состоялся чин великого освящения Тихвинского храма спустя 97 лет забвения и разорения; богослужение возглавил митрополит Ярославский и Ростовский Вадим (Лазебный). Рождественский монастырь стал вновь открыт для паломников.

## Настоящее время
В храме Рождества Богородицы сохранились фрески 1715 года с изображениями страданий Христа, суда у Пилата, сцен из Ветхого и Нового Заветов.
Главной святыней монастыря считается Тихвинская икона Божией Матери, написанная, по преданию, основателем обители Феодором.

## Настоятельницы
XIX век
- Игумения Павла (Шатилова) (? - 1849)
- Игумения Павла (Дьяконова)
- Игумения Мария (Чистова)[7]

XX век
- Игумения Афанасия (Силкина)